# 1976年のMLBドラフト
1976年のMLBドラフト（1976 First-Year Player Draft）とは、1976年6月に行われたMLBのアマチュアドラフトである。

## 1巡目指名
|  | = オールスターゲーム選出 |

| 順位 | 選手                    | チーム                         | 守備位置 | 学校                             |
| ---- | ----------------------- | ------------------------------ | -------- | -------------------------------- |
| 1    | フロイド・バニスター    | ヒューストン・アストロズ       | 投手     | アリゾナ州立大学                 |
| 2    | パット・アンダーウッド* | デトロイト・タイガース         | 投手     | ココモ高校                       |
| 3    | ケン・スミス*           | アトランタ・ブレーブス         | 三塁手   | イースト高校                     |
| 4    | ビル・ボードレー        | ミルウォーキー・ブルワーズ     | 投手     | ビジョップ・モンゴメリー高校     |
| 5    | ボブ・オーチンコ        | サンディエゴ・パドレス         | 投手     | イースタンミシガン大学           |
| 6    | ケン・ランドロー        | カリフォルニア・エンゼルス     | 外野手   | アリゾナ州立大学                 |
| 7    | ハーム・セゲルキー      | シカゴ・カブス                 | 投手     | エル・カミノ高校                 |
| 8    | スティーブ・トラウト    | シカゴ・ホワイトソックス       | 投手     | ソーンウッド高校                 |
| 9    | ボブ・ジェームズ        | モントリオール・エクスポズ     | 投手     | ベルデューゴヒル高校             |
| 10   | ジェイミー・アレン*     | ミネソタ・ツインズ             | 三塁手   | デービス高校                     |
| 11   | マーク・クエッカー      | サンフランシスコ・ジャイアンツ | 遊撃手   | ブレンハム高校                   |
| 12   | ビリー・シンプソン      | テキサス・レンジャーズ         | 外野手   | レイクウッド高校                 |
| 13   | トム・ツアバーグ        | ニューヨーク・メッツ           | 外野手   | サウスウェイマス高校             |
| 14   | ティム・グラス          | クリーブランド・インディアンス | 捕手     | スプリングフィールド・サウス高校 |
| 15   | レオン・ダーラム        | セントルイス・カージナルス     | 一塁手   | ウッドワード高校                 |
| 16   | パット・タブラー        | ニューヨーク・ヤンキース       | 外野手   | マクニコラス高校                 |
| 17   | ジェフ・クラウス        | フィラデルフィア・フィリーズ   | 遊撃手   | コーレイン高校                   |
| 18   | ベン・グーズバック      | カンザスシティ・ロイヤルズ     | 投手     | ハイアリア高校                   |
| 19   | マイク・ソーシア        | ロサンゼルス・ドジャース       | 捕手     | スプリングフィールド高校         |
| 20   | ダラス・ウィリアムズ    | ボルチモア・オリオールズ       | 外野手   | アブラハム・リンカーン高校       |
| 21   | ジム・パーク            | ピッツバーグ・パイレーツ       | 投手     | ヘンリー・フォード2世高校        |
| 22   | ブルース・ハースト      | ボストン・レッドソックス       | 投手     | ディキシー高校                   |
| 23   | マーク・キング          | シンシナティ・レッズ           | 投手     | オーエンズボロ高校               |
| 24   | マイク・サリバン*       | オークランド・アスレチックス   | 投手     | ガーフィールド高校               |

*未契約